# Бешарык
Бешарык (узб. Beshariq / Бешариқ) — город в Ферганской области Узбекистана, центр Бешарыкского района. В городе расположена железнодорожная станция Рапкан (на линии Канибадам — Коканд).
8 мая 1958 году кишлак Кирово был преобразован посёлок городского типа. В 1983 году посёлок был преобразован в город Бешарык.
В городе расположены предприятия лёгкой промышленности. На 1 января 2016 года в городе проживало 64,7 тысяч человек.

## Население
| 1959 | 1970 | 1979   | 1989   | 2017  |
| ---- | ---- | ------ | ------ | ----- |
| 6979 | 8144 | 10 306 | 17 289 | 80100 |